# 伊藤吉和
伊藤 吉和（いとう よしかず、1959年（昭和34年）4月2日 - ）は、日本の元建設官僚、元政治家。広島県府中市助役（1期）、第7代広島県府中市長（3期）を歴任した。政界引退後、農家に転身。

## 略歴
- 1983年 - 千葉大学工学部建築工学科 卒業。
- 1986年 - 千葉大学大学院修了 工学修士。
- 1986年 - 建設省（現・国土交通省）入省。住宅局、大臣官房などを歴任。
- 1993年 - 国土庁大都市圏整備局 特別整備課 課長補佐。
- 1995年 - 鳥取県に出向。土木部建築課長、住宅課長を歴任。
- 1998年 - 建設省住宅局 住宅整備課 課長補佐。
- 1999年 - 建設省から出向し、広島県府中市助役（1期）。
- 2002年から2014年まで[2] - 第7代広島県府中市長。
- 2020年6月現在、梅、アンズ、すもも、柿、プラム、キウイなど、柑橘類の果樹園農家をしている[3]。
- 2021年5月現在、コシヒカリを栽培している米農家をしている[4]。
- 2023年2月現在、農事組合法人水上第2営農組合 代表理事[5]。

## 政策
建設省の公務員で府中市役所に出向し、菅波次郎助役がいたところに二人目の助役（建設担当）として就任した。4期16年務めた橘高泰司市長が任期満了をもっての引退表明をした。府中市の左派勢力に対抗するために、亀井静香の勧誘により府中市の市長選に立候補した。選挙戦では「同和行政」の見直しが争点となり、結果伊藤が圧勝した。同時に行われた市議会議員選挙でも伊藤支持派が多数派となった（定数24人中14人）。それまでの府中市政は人権問題への強いプレッシャーで行政の活力が失われ、市民にも抑圧的な気持ちがまん延しているとされるような内容で、小森龍邦率いる部落解放同盟の機嫌との協議の上でなされており、2000年度の一般会計では11億5300万円が同和対策として拠出されていた。
伊藤を支持するために、賛同する議員らによって府中市議会に会派｢平成クラブ｣が組織された。主な政策として、同和対策関連予算の縮小、同和団体による公民館占拠の解消、同和団体との関係解消、市内の保育所の統廃合などのコストカット、府中中心部の再開発、小中統合の一貫校などが挙げられる。小中学校の耐震化100％を達成させた。市庁舎を含めた市内公共設備の耐震工事も実施した。中心市街地活性化事業を実施し、お祭り広場近郊の整備や出口地区の石州街道の観光整備を実施した。 第2次中心市街地活性化事業で府中駅南側に「道の駅びんご府中」、府中市地域交流センター（キテラスふちゅう）等の整備事業を計画した。上下市民病院の医師不足問題については府中市民病院との一体運営を打ち出して対応した。陳腐化した市内の道路交通網に対しては、扇橋の架け替えや南北道路の計画整備、市内循環バスの運行などを行った。また懸案だった桜ケ丘団地の販売も、民間の建築会社とタイアップして値引き販売を進めた（以上出典）。

## 府中市長選挙
- 2002年初当選

※当日有権者数：人 最終投票率：%（前回比：pts）
| 候補者名  | 年齢 | 所属党派   | 新旧別 | 得票数 | 得票率 | 推薦・支持     |
| --------- | ---- | ---------- | ------ | ------ | ------ | -------------- |
| 伊藤 吉和 | 43   | 無所属     | 新     | 票     | %      | 自民党広島県連 |
| 菅波 次郎 |      | 無所属     | 新     | 票     | %      |                |
| 佐藤 一行 |      | 日本共産党 | 新     | 票     | %      |                |

- 告示日：2006年4月16日 / 投票日：2006年4月23日

※当日有権者数：37,880人

伊藤 吉和（47）無投票当選
- 告示日：2010年4月18日 / 投票日：2010年4月25日

※当日有権者数：36,411人 最終投票率：75.53%（前回比：pts）
| 候補者名    | 年齢 | 所属党派 | 新旧別 | 得票数   | 得票率 | 推薦・支持 |
| ----------- | ---- | -------- | ------ | -------- | ------ | ---------- |
| 伊藤 吉和   | 51   | 無所属   | 現     | 14,111票 | %      |            |
| 松坂 万三郎 | 53   | 無所属   | 新     | 12,847票 | %      |            |

- 告示日：2014年4月13日 / 投票日：2014年4月20日

※当日有権者数：34,768人 最終投票率：70.23%（前回比：pts）
| 候補者名  | 年齢 | 所属党派 | 新旧別 | 得票数   | 得票率 | 推薦・支持 |
| --------- | ---- | -------- | ------ | -------- | ------ | ---------- |
| 戸成 義則 | 73   | 無所属   | 新     | 12,789票 | %      |            |
| 伊藤 吉和 | 55   | 無所属   | 現     | 10,853票 | %      | 自民党推薦 |

## 落選
2014年、4期目を目指す市長選に挑むが、新人の戸成義則（無所属・前府中市議会議員・元府中市議会議長）に敗れた。当選した戸成は、伊藤が3期目の終盤に公表した、特別職の給与引き上げを府中市民が受け入れなかった結果であると述べた。落選した伊藤は、「予想していない結果。予想していなかったことが敗因になった」「市民が必要としなくなったということ。私の仕事が終わったと受け止めている」と述べた。特別職の給与問題については「長年、低い水準で苦しい中やってきた。景気回復を受け同規模の市に是正しただけ。確信をもってやった。後悔はない」と述べた。一方、戸成は伊藤市長らの報酬を増額する条例を否決する以外に政策があった訳ではなく、また、会派「平成クラブ」から造反して立候補したために議会との折り合いも悪く、副市長を置くことも出来ず市長の問責決議案を可決されるなど、以後4年間の市政は停滞することとなった。

## 特記事項
- 趣味は登山など。
- 広島県府中市助役、および、広島県府中市長在職中は府中市に単身赴任であった。そのため千葉と広島県府中市を往復する生活を15年間続けていた。